# DiRedo
 'Di Redo' es un cultivar moderno de higuera de tipo higo común Ficus carica bífera, de higos de piel color verde amarillento. En América del Norte son capaces de ser cultivadas en USDA Hardiness Zones 8B a más cálida.

## Sinonimia
- „Diredo“.[4]

## Historia
La Universidad de California en Riverside (UC Riverside) ha mantenido programas de mejoramiento de variedades de higos desde 1922. Los cultivares 'Conadria' y 'DiRedo' fueron lanzados a la industria a partir de este programa a mediados de la década de 1950.
La clave para el desarrollo de las plántulas híbridas de higo que son persistentes o del tipo higo común llegó en 1942 cuando el Dr. Ira Condit descubrió un tipo único de cabrahigo creciendo en Cordelia, California. Este Cabrahigo, que se cree que es un cultivar europeo llamado 'Croisic', era partenocárpico, comestible y podía transmitir la característica persistente a una porción de una población de plántulas desarrollada a partir de él.
'Di Redo' fue criada en California por el obtentor Ira J. Condit en la década de 1950, teniendo como parental materna la variedad 'Adriatic'. Es una de las variedades del Dr. Condit que surgieron del programa de mejoramiento en Riverside, California. Algunos profesores llegaron de UC Davis a Fresno. Querían que un agricultor de la zona llamado Joe ayudara a cultivar el árbol e introducirlo como variedad comercial, y lo hizo tan bien que lo denominaron con su nombre Joe Diredo y el de su familia. El cultivo se realizó en UCD y Joe se encargó de cuidarlo y hacerlo florecer. Se suponía que habría 350 acres en algún lugar, pero Joe cree que todos han sido desarrollados en casas particulares. Sus árboles murieron a causa del agua y las heladas. Durante 6 años seguidos, Joe tuvo que luchar por salir adelante, cuando empezaron a importar higos de Turquía, Grecia y Portugal, no pudo comercializar los higos de sus árboles. Entonces sus 600 acres se secaron. Ahora aquí, en la finca de Fresno, están tratando de promover de nuevo el cultivo de estas higueras. Introducida y liberada por el obtentor Ira J. Condit en 1957.
Higos de buen sabor. Buenos para su cultivo en la costa oeste. Ideal para climas cálidos.

## Características
Las higueras 'Di Redo' se pueden cultivar en USDA Hardiness Zones 8B a más cálida.
La planta es un árbol mediano bífera, y productivo tanto de brevas, que maduran a fines de junio, como la cosecha principal de higos que comienza a madurar a fines de agosto. Los 'Di Redo' son árboles no notablemente vigorosos y no un éxito comercial. También un cruce de 'Adriatic' puesto en circulación en 1957.
El fruto de este cultivar es de tamaño mediano a pequeño, rico en aromas, son refrescantes y muy dulces en sabor. Su interior es de color blanco a rosa claro y la piel es de color amarillo verdoso. Es tan productivo como 'Adriatic', pero tiene un ostiolo más pequeño y, por lo tanto, menos problemas de calidad. Los higos secos son similares a los del 'Adriatic', pero el árbol sale de 10 a 12 días más tarde. Hay un 'DiRedo' fuera de tipo (de bajo rendimiento) presente en algunos huertos 'DiRedo'. Se debe tener cuidado de no seleccionar estas estacas para la propagación de dicho árbol.
Es ideal para climas cálidos y secos como el del Valle Central. Otra variedad de higo criada e introducida por el Dr. Ira Condit, 'Di Redo' es buena como higo seco y para pasta de higo.
Esta variedad es autofértil y no necesita otras higueras para ser polinizada. El higo tiene un ostiolo pequeño que evita el deterioro durante condiciones climáticas adversas.

## Cultivo
Se cultiva sobre todo en el Valle Central y San Joaquin Valley de California.
'Di Redo' son higueras productoras de higos que dan lugar a excelente higos pero por ser más pequeños que otros del mercado en fresco se utilizan procesados, tanto para mermeladas, como para pasta de higos secos.